# Sommer-Paralympics 2024/Teilnehmer (Gambia)
| stlisierte Goldmedaille | stlisierte Silbermedaille | stlisierte Bronzemedaille |
| ----------------------- | ------------------------- | ------------------------- |
| —                       | —                         | —                         |

Gambia entsandte für die Paralympischen Spiele 2024 in Paris zwei Leichtathleten.

## Teilnehmer

### Leichtathletik
| Athleten     | Wettbewerb | Vorlauf/Vorkampf | Vorlauf/Vorkampf | Finale        | Finale        | Rang |
| Athleten     | Wettbewerb | Zeit/Weite       | Rang             | Zeit/Weite    | Rang          | Rang |
| ------------ | ---------- | ---------------- | ---------------- | ------------- | ------------- | ---- |
| Frauen       |            |                  |                  |               |               |      |
| Fatou Sanneh | 100m T54   | DNS              | DNS              | ausgeschieden | ausgeschieden | DNS  |
| Männer       |            |                  |                  |               |               |      |
| Malang Tamba | 100m T54   | 18,13 s (SB)     | 13               | ausgeschieden | ausgeschieden | 13   |